# Виллер-Ротен
Вилле́р-Роте́н (фр. Villers-Rotin) — коммуна во Франции, находится в регионе Бургундия. Департамент коммуны — Кот-д’Ор. Входит в состав кантона Осон. Округ коммуны — Дижон.
Код INSEE коммуны — 21701.

## Население
Население коммуны на 2010 год составляло 136 человек.
| 1962 | 1968 | 1975 | 1982 | 1990 | 1999 | 2010 |
| ---- | ---- | ---- | ---- | ---- | ---- | ---- |
| 150  | 112  | 97   | 120  | 129  | 121  | 136  |

## Экономика
В 2010 году среди 91 человека трудоспособного возраста (15—64 лет) 71 были экономически активными, 20 — неактивными (показатель активности — 78,0 %, в 1999 году было 66,3 %). Из 71 активных жителей работали 65 человек (37 мужчин и 28 женщин), безработных было 6 (3 мужчин и 3 женщины). Среди 20 неактивных 4 человека были учениками или студентами, 14 — пенсионерами, 2 были неактивными по другим причинам.